# MegaRace
MegaRace è un simulatore di guida sviluppato dalla Cryo Interactive e pubblicato dalla The Software Toolworks nel 1993 per DOS, Sega CD e 3DO.

## Trama
Il gioco è ambientato in un futuro lontano, dove il giocatore impersona un concorrente di "MegaRace" (da qui il titolo), trasmesso su un canale immaginario, dove vi sono gare all'ultimo sangue dove la morte è dietro l'angolo. Il conduttore del programma è l'eccentrico Lance Boyle (doppiato nella versione originale da Christian Erickson).

## Modalità di gioco
In maniera simile a RoadBlasters, Twisted Metal e Spy Hunter, questo videogioco presenta un insieme tra simulatori di guida e giochi da combattimento. Tuttavia, questo è anche un gioco su binari, in quanto il giocatore non controlla davvero la vettura: può muoversi in avanti e indietro accelerando e rallentando, ma non può sterzare, in quanto la telecamera è in full motion video. Il giocatore non deve soltanto eliminare gli avversari (in quanto l'obiettivo principale del gioco è eliminare tutti i membri di una gang, che assomiglia agli Hell Angels, entro i tre giri previsti di ogni gara), ma anche evitare i malus che danneggiano la vettura, e prendere i bonus che invece la migliorano o comunque la riparano. Il giocatore può danneggiare e distruggere gli avversari sbattendoli contro le mura, colpendoli con i missili (di quantità limitata), o semplicemente andandogli addosso. Completare l'obiettivo principale sblocca la gara successiva, mentre battere il punteggio di Lance Boyle (120'000 punti) sblocca il tracciato successivo. Solitamente, finire una gara che non sia il primo posto comporta o un Game Over o un'ultima possibilità chiamata "Last-Chance Speedway".
Il gioco possiede un totale di otto vetture e 14 tracciati di 5 gare ciascuno, più 2 tracciati bonus. L'aspetto dei tracciati varia a seconda della difficoltà.

## Accoglienza
| Testata | Versione | Giudizio |
| ------- | -------- | -------- |
| CVG     | Sega CD  | 75%      |

In una recensione della versione 3DO, la GamePro ha commentato che i controlli sono difficili, ma vengono compensati dal gameplay e dalle grafiche notevoli sopra la media.
La rivista Next Generation ne ha anch'essa recensito la versione 3DO, dandogli 4 stelle su 5, e dichiarando che "Sembrerebbe che ogni nuovo pezzo di hardware dovrebbe mettersi alla prova su un simulatore di guida, e questo gioco di 3DO può competere con Daytona, Ridge, e Cruis'n. Bella roba."
Il gioco ha venduto 330,000 copie il mese di settembre 1995.